# 坪山奏子
坪山 奏子（つぼやま かなこ、1983年7月5日 - ）は、フリーアナウンサー。広島国際大学客員教授。元広島ホームテレビのアナウンサー。広島市出身。

## 来歴
身長156cm。広島県尾道市に生まれる。後に広島市へ転居して、広島大学附属中学校・高等学校へと進む。結婚式や地域イベントで司会をする母親の姿を見て育ったせいか、物心ついた時から「きれいな日本語を使える大人」が目標となり、アナウンサーに憧れを抱くようになっていった。
高校卒業後、上智大学法学部に進学する。法学部を選んだのは、アナウンサーになってニュース原稿を読むとき、政治や法律を理解していた方がいいと思ったからという。大学在学中、アナウンススクールに通い、放送局ばかり全国の11社を受けたが失敗。留年して再挑戦し、BSS山陰放送に採用された。
大学卒業後の2007年4月、BSS山陰放送に入社。入社試験以来、ニュース番組をしたいと言い続け、ラジオ番組などで腕を磨いた結果、入社2年目にして『テレポート山陰』のキャスターに抜擢された。他にも、地上デジタル放送推進大使を務めてきたが、2010年3月にBSSを退社、翌4月にHOMEに移籍した。なお、BSSの地上デジタル放送推進大使は同期入社の丸山聡美が引き継いだ。
広島ホームテレビアナウンサーの山田幸美（恋すぽMC）、小嶋沙耶香（HOME JステーションMC）、浦本可奈子による「勝ちグセ。娘」に加入しメンバーを務めた（坪山卒業後のメンバーは、山田幸美、小嶋沙耶香、串山真理、森本晴香）。
2011年12月25日に広島東洋カープ選手の天谷宗一郎と結婚したことを発表。2012年4月で広島ホームテレビを退社。
退社後、出産等による休止期間を経て『週末喫茶 アサブランカ』（広島ホームテレビ）でフリーアナウンサー・ローカルタレントとして活動していたが、2018年11月に広島ホームテレビのアナウンサーとして復職した。一方、結婚後の本名である「天谷 奏子」（あまや かなこ）名義で「株式会社 Office T-Work」（元広島ホームテレビアナウンサー・井村尚嗣の設立したプロダクション）にも在籍している。2023年10月末で契約満了で広島ホームテレビを退社。
2024年から広島国際大学健康科学部心理学科の客員教員・教授を務める。

## エピソード
- 読者モデルの大井智保子は中学～高校時代の同級生[8]で、同じ広島東洋カープファンという共通点もある[9]。
- 上智大学時代の2004年、ミスソフィアCampus Navi賞を受賞した。
- 大学在学時に、JCNコアラ『デイリーニュース』でアシスタントを担当したこともある。
- BSSでの初登場はラジオ『しんじないと倶楽部』（同期入社の丸山聡美とともに出演）。
- 2009年から2010年にかけてBSSテレビで随時放送された『ラッテちゃんダンス』に同期入社の丸山聡美とともに出演した。

## 過去の出演番組

### 広島ホームテレビ

#### テレビ
- HOME Jステーション（2010年3月29日～2012年3月30日）
  - ぐるりん瀬戸内リポーター（2010年4月 - 2011年3月）
- 全国おもしろニュースグランプリ2010（2010年12月31日、テレビ朝日）
- 週末喫茶 アサブランカ（2013年～2016年3月25日）退社後、産休後も出演。
- 第46回広島ママさんバレーボール大会（2018年12月19日）ナビゲーター、ナレーション
- ドキュメント広島 - ナレーション
  - オリヒメがつないだ希望 ALS教頭と生徒たちの物語（2019年4月28日）
  - ピカドン先生、生きる（2019年5月26日）
  - 収まらぬ波紋 〜河井事件 議員たちの選択〜（2020年12月26日）
  - 伝えたいこと（2020年12月27日）
  - 拝啓 国会議員様 核廃絶はできますか？（2021年1月25日）
  - 原爆を知らない僕たちは（2021年2月7日）
- フロントドアpresentsパンチョ＆桃子のひろしまねの旅（2021年3月20日）ナレーション
- 選挙ステーション2022 広島（2022年7月10日）MC
- みみよりライブ 5up!（2018年11月 - ）月曜火曜のニュースキャスター
- HOME NEWS（2018年 - ）
- ひろしま深掘りライブ フロントドア（2020年 - ）
- ピタニュー（2023年 - ）ニュース

#### 配信
- 参議院広島県選出議員再選挙 開票速報・解説（2021年4月25日、HOME広島ニュース）司会
- 会社で野菜を育てたい!（HOMEぽるぽるTV、2019年5月21日 - ）

### 山陰放送
ラジオ
- 坪・丸のハートがキラーン（2007年10月～2008年3月：毎月第3土曜17:15～）
- スマイル金曜日（2007年2月15日～2009年4月3日）
- 笑ラッテGo!Go!大感謝祭らんRUNクイズバス（2009年10月31日）
- 中四国ライブネット
  - 「山陰発 2007総決算 教えて下さいあなたのニュース!!」（2007年12月29日）
  - 「山陰発 ふるさとの民話『とんとん昔があったげな…』」（2008年2月16日）
  - 「山陰発 バレンタインデースペシャル ザ・縁結び」（2009年2月14日）
  - 「山陰発 行くなら山陰!! 大満足の冬の旅」（2009年11月21日）
  - 「山陰発 山陰鍋三昧」（2009年2月6日）
- ワンモアレシピ（2010年3月28日放送分まで）
- BSSニュース

テレビ
- 世界陸上大阪大会応援たすきキャラバン
- テレポート山陰（2008年4月7日～2010年3月26日）
- NEWS5（2009年9月28日～2010年3月26日）
- THE NEWS（ローカルゾーン）